# Военные сборы
Сбор — слово в военном деле России и других государствах, означающее процесс собирания личного состава формирования по какому-либо случаю, а также само собрание (например: сбор руководящего состава).

## В постсоветской России

### В Российской Федерации
Статья 54. Военные сборы

1. Для подготовки к военной службе граждане, пребывающие в запасе, могут призываться на военные сборы. Проведение военных сборов в иных целях не допускается.

2. Продолжительность военных сборов, место и время их проведения определяются Министерством обороны Российской Федерации или федеральным органом исполнительной власти, в котором настоящим Федеральным законом предусмотрена военная служба.

3. Продолжительность военного сбора не может превышать два месяца. Общая продолжительность военных сборов, к которым привлекается гражданин за время пребывания в запасе, не может превышать 12 месяцев.

4. Периодичность призыва граждан на военные сборы не может быть чаще одного раза в три года.— 
В Российской Федерации — России действует следующее правило для призыва на сборы (Постановление Правительства Российской Федерации № 333), подлежат призыву на сборы, военнообязанные в возрасте:
- Рядовые запаса, ефрейторы запаса, сержанты запаса, старшины запаса, мичманы запаса, прапорщики запаса и младший офицерский состав запаса — до 45 лет.
- Майоры запаса, подполковники запаса — до 50 лет.
- Полковники запаса — до 55 лет.
- Высший офицерский состав запаса (генералы запаса и адмиралы запаса) — до 65 лет.

По статье 328 УК РФ за неявку по повестке предусмотрена уголовная ответственность.
Сбор бывает:
- военные сборы[1][2] — обобщённое понятие сборов.
  - учебный сбор — сбор для обучения личного состава войск (сил).
  - поверочный сбор[3] — сбор для поверки готовности личного состава войск (сил).
  - сбор руководящего состава — сбор для обучения командного (начальствующего) личного состава войск (сил).
  - сбор по тревоге — сбор личного состава подразделения, в/части или гарнизона при приведении в высшие степени боевой готовности (упрощ. — «по тревоге»). В гарнизоне общий сбор по тревоге обозначается техническими средствами оповещения, например — сиреной.
  - экстренный сбор[источник не указан 2364 дня] — срочный сбор всего личного состава подразделения, в/части или гарнизона в нерабочее время, при возникновении какой-либо угрозы (нештатной ситуации), но при этом не требующей приведения в боевую готовность. Экстренный сбор объявляется по самым разным причинам, от проверки наличия личного состава до ликвидации аварии или стихийного бедствия.

### В Союзе ССР
4) Для усиления мобилизационной готовности в течение 1940 года провести учебные сборы приписного состава сроком: для младшего начсостава в 45 дней и рядового состава в 30 дней.

На учебные сборы привлечь:

а) Во всех дивизиях шеститысячного состава по 5 000 человек, всего в 43 дивизиях — 215 000 человек;

б) В дивизиях двенадцатитысячного состава Киевского, Белорусского, Одесского, Харьковского, Северо-Кавказского и Закавказского военных округов по 2 000 человек, а в ЗабВО по 1 000 человек. Всего 83 000 человек;

в) Во всех запасных полках 156 000 человек;

г) В прочих частях (артиллерия РГК, ПВО, УР'ы и переподготовка начсостава запаса) — 297 000 человек. Всего на сборы привлечь — 766 000 человек, не считая проходящих учебные сборы в данное время в количестве 234 000 человек.

5) Для обеспечения учебных сборов отпустить НКО 145 600 продовольственных годовых пайков— Из постановления Комитета Обороны при СНК СССР, 22 мая 1940 года, Общая численность Красной Армии
В Вооружённых Силах СССР при прохождении службы в запасе (периодическое несение военной службы гражданами (военнообязанный запаса), зачисленными в запас ВС), за время состояния в запасе, применялись такие формы прохождения военной службы, как краткосрочные сборы:
- учебный сбор, имеющие своей целью совершенствование военной и специальной подготовки военнообязанных, поддержание её на уровне современных требований;
- поверочный сбор, имеющие своей целью определить боевую и мобилизационную готовность органов военного управления (ОВУ);

По Закону Союза ССР «О всеобщей воинской обязанности» для солдат и сержантов запаса действовало следующее правило для призыва на сборы (не всегда соблюдалось):
- возраст до 35-и лет, раз в три года, сроком до трёх месяцев;
- от 35 до 46 лет, раз в пять лет, сроком до двух месяцев;
- с 46 до 50 лет, один раз, сроком на один месяц;
- увольнение в отставку.

### В Российской Империи
- лагерный сбор[4][5][6] — сбор в учебном центре военного округа (группы войск) личного состава воинских частей (подразделений) разных соединений (частей) в целях обучения личного состава в полевых условиях. Лагерный сбор начал применяться впервые при создании регулярных войск Петром Великим и производился ежегодно в течение 3—4 месяцев, для всех полевых войск (крепостные войска обучались на местах в своих крепостях). После смерти Петра I лагерный сбор одно время был прерван, возобновлён при Екатерине II, при этом главный лагерь для сбора был устроен в окрестностях столицы, близ Красного Села. Из других учебных лагерей особенную известность получил лагерный сбор Суворовского корпуса под Брестом в 1794 году. При Павле I, с переучиванием армии по гатчинской школе, общие лагерные сборы были заменены полковыми при штаб-квартирах для обычной вахт-парадной (развод караулов в присутствии императора) муштровки. В первой четверти XIX века для полевого обучения войск Российской империи были восстановлены учебные лагерные сборы Александром I. Обучение личного состава всех частей полевых войск на летних лагерных сборах так же продолжалось по 3—4 месяца и состояло из строевой, огневой и тактической подготовки. Во второй половине XVIII века ежегодные лагерные сборы стали обязательными для всех вооружённых сил. В первой четверти XIX века начато оборудование специальных летних лагерей. В начале XX века во всех военных округах находились постоянные учебные лагеря с необходимыми стрельбищами, полигонами и учебными полями. Обучение начиналось частными лагерными сборами отдельных частей по родам оружия (род войск). Специальное обучение пулемётных команд, кавалерии, артиллерии и инженерных войск проводилось на специальных лагерных сборах. Совместное обучение различных родов войск начиналось на общих сборах войск в постоянных лагерях и завершалось подвижными сборами, проводившимися с 1885 года, или манёврами вне постоянных летних учебных лагерей.
- сборы войск (ист.)[4] — в вооружённых силах России имперского периода сборы войск проводились обычно в летний период времени и были предназначены для их совместного обучения. Ежегодно на предстоящее лето окружными штабами составлялись проекты расписания сборов, которые представлялись на Высочайшее утверждение; лишь в отдаленных округах (Приамурском и бывшем Иркутском) сборы производились по расписаниям, окончательно составляемым на местах. Общая продолжительность сборов войск — была около четырёх месяцев. Начинались они и оканчивались в разное время, в зависимости, главным образом, от климатических условий того или иного военного округа. Сборы подразделялись на:
  - частные сборы — это сборы воинских частей (термин того времени войсковых частей). Пехота и кавалерия для начала занятий в частных сборах сводились к полковым штабам; пехотные полки, для прохождения курса стрельбы, сосредотачивались при дивизионных или бригадных стрельбищах.
  - специальные сборы
    - артиллерийские, продолжительностью от 6 до 8 недель при окружных полигонах.
    - кавалерийские, собирались все части кавалерии и конной артиллерии в Петербургском, Варшавском, Виленском, Киевском и Одесском округах.
    - для полевых инженерных войск

  - общие сборы — это сборы войск различных родов оружия; обычная их продолжительность была — около 4 недель; заканчивались они обыкновенно манёврами или подвижными сборами. Пунктами наиболее крупных общих сборов являлись: Красное село (близ СПб.), Варшава, Брест-Литовск, Межибужье и Чугуев.
  - подвижные сборы[7] или манёвры, введены в России с 1885 года; они сопровождались ежедневными передвижениями по разнообразной и мало знакомой войскам местности; продолжались около 2 недель.

#### Наименования (военный округ, года)
Лагерные сборы имели следующие наименования, и проводились в военных округах России, а именно:
- Ахалкалакский (Кавказский военный округ, 1880—1893);
- Барановичский (Виленский военный округ, 1910—1914);
- Бендерский (Одесский военный округ, 1907—1916);
- Виленский (Виленский военный округ, 1874—1914);
- Владимирский (Петроградский военный округ, 1906—1915);
- Воронежский (Московский военный округ, 1898—1915);
- Гродненский (Виленский военный округ, 1874—1914);
- Двинский (Виленский военный округ, 1894—1914);
- Иркутский (Иркутский военный округ, 1906—1914);
- Канский (Иркутский военный округ, 1907—1914);
- Козловский (Московский военный округ, 1907—1915);
- Красносельский (Петроградский военный округ, 1819—1916);
- Межибужский, (Киевский военный округ, 1874—1914);
- Михалёвский (Иркутский военный округ, 1910—1914);
- Моршанский (Московский военный округ, 1907—1916);
- Московский (Московский военный округ, 1874—1916);
- Новониколаевский (Омский военный округ, 1907—1914);
- Одесский (Одесский военный округ, 1874—1915);
- Олитский (Виленский военный округ, 1912—1914);
- Петровский (Виленский военный округ, 1904—1914);
- Радучинский (Варшавский военный округ, 1895—1914);
- Рязанский (Московский военный округ, 1874—1916);
- Самаркандский (Туркестанский военный округ, 1894—1914);
- Смоленский (Московский военный округ, 1894—1915);
- Сырецкий (Киевский военный округ, май — август 1906);
- Тоцкий (Казанский военный округ, 1912—1914);
- Холмский (Варшавский военный округ, 1907—1914);
- Чугуевский (Киевский военный округ, 1874—1914);
- Ярославский (Московский военный округ, 1894—1917);

Лагерные специальные сборы имели следующие наименования, и проводились в военных округах России, а именно:
- Клементьевский сапёрно-пулемётный (Московский военный округ, 1908—1914);
- Ломжинский специально-кавалерийский (Варшавский военный округ, 1894—1914);
- Тифлисский специально-кавалерийский (Кавказский военный округ, 1912—1914);
- Александропольский специально-артиллерийский (Кавказский военный округ, 1894—1912);
- на Алексеевском полигоне специально-артиллерийский (Виленский военный округ, 1906—1914);
- на Барановском полигоне специально-артиллерийский (Приамурский военный округ, 1906—1914);
- Киевский специально-артиллерийский (Киевский военный округ, 1894—1916);
- Клементьевский специально-артиллерийский (Московский военный округ, 1883—1914);
- Оранский специально-артиллерийский (Виленский военный округ, 1874—1914);
- Рембертовский специально-артиллерийский (Варшавский военный округ, 1894—1914);
- на Сергеево-Михайловском полигоне специально-артиллерийский (Омский военный округ, 1908—1914). До 1910 года являлся специально-артиллерийским лагерным сбором Омского военного округа;
- на Сергиевском полигоне специально-артиллерийский (Петербургский военный округ, 1910—1912);
- на Скобелевском полигоне специально-артиллерийский (Виленский военный округ, 1907—1914);
- Тираспольский специально-артиллерийский (Одесский военный округ, 1905—1914);
- Читинский специально-артиллерийский (Иркутский военный округ, 1907—1914);
- Шубковский специально-артиллерийский (Киевский военный округ, 1907—1914);
- Варшавский сапёрный (Варшавский военный округ, 1912—1914);
- Киевский специальный полевых инженерных войск (Киевский военный округ, 1911—1914);
- Любуцкий специально-инженерный (Московский военный округ, 1899—1914);
- Специально-инженерный при штабе графа Муравьёва-Амурского (Приамурский военный округ, 1908—1914);

## В Израиле
В ВС Израиля военнослужащие, все лица рядового и офицерского состава, после окончания действительной службы могут ежегодно призываться на резервистские сборы (проходят службу в запасе, дословно — Активная резервистская служба («Шерут Милуим Паиль») на срок до 45 дней, до достижения ими (резервистами) возраста 45 лет.

## Собирания
Сбор — собирания сведений о ком либо или о чём либо, какого либо имущества или сосредоточение чего-либо (например: сбор информации о противнике, сбор трофеев, сбор танков в бою и так далее).

г) из организации сбора, учёта и эвакуации трофеев, для чего выделяется специальная трофейная команда, которая начинает свою работу, как только наступающие войска овладевают населённым пунктом; с началом атаки трофейная команда располагается в тылу головного полка; о порядке работы трофейной команды должен быть отдан приказ, доведенный до каждого бойца наступающих частей; лицам, не имеющим прямого отношения к трофейным командам, категорически запретить собирать трофеи.— Инструкция командующего 47-й армией по организации и ведению боевых действий за овладение населенными пунктами, 28 декабря 1942 года.
Военная разведка предназначена для собирания сведений о ком-то или о чём-то.
Для сбора чего-либо (личного состава, боевых машин и так далее) в операции (бою, мероприятии) назначаются:
- район (пункт) сбора;
- промежуточный район (пункт) сбора;
- запасный район (пункт) сбора.